# Збаражчина (збірник)
Збаражчина — збірник статей, матеріалів і споминів у двох томах про Збаразький повіт та Збаразький район.

## Перший том
1 том — Нью-Йорк-Париж-Сідней-Торонто: Наукове Товариство ім. Шевченка, Український архів. — Т. XXX, 1980. — 740 с. Ред. — В. Жила, літ. ред. Яр Славутич. Обкл. виконала О. Мошинська.
Містить понад 120 статей очевидців, уродженців чи мешканців регіону про історичне минуле, національно-економічне відродження, мистецькі та освітянські традиції краю, історію ідейно-духовне життя, українські поселення в країнах світу.
Матеріали збірника висвітлюють життя і діяльність релігійних діячів Н. Будки та I. Прашка, вченого та громадсько-політичного діяча I. Горбачевського, фізика О. Смакули, лікаря і публіциста Р. Осінчука й інші.

## Другий том
2 том — Нью-Йорк-Париж-Сідней-Торонто: Наукове Товариство ім. Шевченка, Український архів. — Т. XXXI, 1985. — 523 с. Ред. — В. Жила, літ. ред. Яр Славутич. Обкл. виконала О. Мошинська.
Містить понад 60 статей очевидців, уродженців чи мешканців регіону про населені пункти Збаражчини, фотоальбом та додатки. Книги ілюстровані документальними світлинами, картами. Є вірші вихідців зі Збаражчини.